# Diocèse de Maine-et-Loire
Cet article court présente un sujet plus développé dans : Diocèse d'Angers.
Le diocèse de Maine-et-Loire ou, en forme longue, le diocèse du département de Maine-et-Loire est un ancien diocèse de l'Église constitutionnelle en France.
Créé par la constitution civile du clergé de 1790, sous le nom de diocèse de Mayenne-et-Loire, il prend le nom de diocèse de Maine-et-Loire dès 1791.Il couvrait le département de Maine-et-Loire. Le siège épiscopal était Angers et son seul titulaire fut Hugues Pelletier (1791-1793). Il est supprimé à la suite du concordat de 1801. 